# The Other Side (Mark Tuan)
The Other Side è il primo album in studio del cantante statunitense Mark Tuan, pubblicato il 26 agosto 2022.
È stato anticipato dall'uscita di diversi singoli nel corso del 2021 e del 2022 che esplorano crepacuore, solitudine e confusione.

## Antefatti
The Other Side racconta le emozioni e i momenti tristi e difficili vissuti nel corso dei dieci anni passati da Tuan in Corea del Sud, dal momento in cui, sedicenne, fece i bagagli per partire, al suo ritorno a Los Angeles a 27 anni, illustrando le storie mai raccontate di "un ragazzo qualunque di nome Mark" invece che riproporre il lato di sé sorridente e felice mostrato al pubblico lavorando come idol. Coinvolto in ogni fase del disco, è stato ispirato a creare un album che raccontasse "dei momenti in cui eravamo depressi, le volte in cui ci sembrava che alla gente proprio non importasse di noi, i bassi bassi" dopo la prima sessione in studio di registrazione da solo nel 2021, e lo ha definito "la pulizia di cui avevo bisogno per andare avanti".
Desiderando che molte persone potessero immedesimarsi nei testi, ha trasmesso i messaggi attraverso canzoni d'amore sul rapporto tra se stesso e un personaggio fittizio creato appositamente, invece di esprimere apertamente i propri sentimenti. Durante la lavorazione dell'album, Tuan è stato ispirato da vari artisti, tra i quali i LANY, Justin Bieber, Machine Gun Kelly e The Kid Laroi.
“At My Low” (thanking fans who’ve kept him grounded and going).

## Descrizione
The Other Side viene pubblicato il 26 agosto 2022 insieme al video musicale di Far Away, un malinconico pezzo R&B infuso di rock nel quale il cantante ricorda una relazione giunta alla fine e decide di andare avanti. Tuan è accreditato per i testi e le musiche di tutte le 20 canzoni; la maggior parte mette in luce le capacità canore di Tuan, che torna invece al rap, ruolo assegnatogli all'interno dei Got7, in Change Up e My Name.
Il disco si apre con il pezzo R&B Run Away, dove canta delle difficoltà della crescita, di decisioni sbagliate e di assumersi la responsabilità dei propri errori. No Tears festeggia il ritorno a casa, mentre Change Up e My Name forniscono la sua versione della vita da pop star e raccontano del decennio trascorso nei Got7 a Seul. Il disco passa poi a esplorare la solitudine e la stanchezza quando le luci dei riflettori si spengono: At My Low è un ringraziamento ai fan che lo hanno tenuto con i piedi per terra e aiutato ad andare avanti. La seconda parte del disco vira su ritmi più vivaci, pur mantenendo un'atmosfera sempre cupa e introspettiva.
Dei cinque singoli estratti prima dell'uscita, il primo, Last Breath, viene pubblicato il 12 novembre 2021 e parla di una persona pronta a staccarsi da una situazione o relazione soffocante. Per il brano, Tuan lavora insieme a Lil Spirit e Ovrcz, che lo producono con Pharaoh Vice e Nash, mentre il cantante viene coinvolto nella direzione creativa del video musicale. Last Breath unisce la voce ansimante di Tuan a una base ritmica hip hop, aprendosi con una leggera eco di chitarra basso che poi si evolve mescolandosi a sintetizzatore e pianoforte.
Il secondo singolo estratto, intitolato My Life, esce il 21 gennaio 2022. Scritto nuovamente in collaborazione con Lil Spirit e Ovrcz, e co-prodotto da Pharaoh Vice, rappresenta un periodo durante il quale Tuan, rendendosi conto di stare sacrificando la propria felicità, stava cercando di conservare la propria identità. È una ballata sentimentale che si concentra sulla voce del cantante, unendo "ricche melodie di pianoforte e sintetizzatore malinconico" e si conclude con un finale orchestrale aperto; a livello di testo, vede Tuan combattuto tra la sua vera identità e le versioni di sé che ha costruito nel corso degli anni, descrivendo i giorni nei quali si mettono le proprie emozioni da parte e si finge che tutto vada bene, "incarnando ciò che si prova a vivere con il pilota automatico". Tuan ha dichiarato che si trattasse di un sentimento provato negli ultimi due anni e che la canzone parlasse del viaggio che l'ha portato a voler continuare a fare musica, invece che lasciar perdere tutto dopo essere tornato negli Stati Uniti a inizio 2021.
Lonely viene pubblicata il 24 marzo 2022, ed è scritta da Tuan con Lil Spirit e Matty Michna, con quest'ultimo alla produzione insieme a BL$$D, JordanXL e Xavi. L'ispirazione per il brano è stata la sensazione di solitudine e isolamento una volta tornato in albergo dopo i concerti in giro per il mondo con i Got7. Caratterizzata da suoni pop-rock, Lonely combina arrangiamento alle percussioni, riff di chitarra elettrica, basso synth e schiocchi di dita, mentre il testo racconta del tumulto emotivo di un uomo alle prese con una relazione giunta alla fine, vista la differenza di impegno messa nel rapporto dalle due controparti.
Il quarto singolo esce il 7 aprile e s'intitola Save Me, e vede il cantante nuovamente affiancato da Lil Spirit nella scrittura. Lil Spirit funge anche da produttore con Ovrcz, Western Weiss e Sean Silverman. Save Me è di genere R&B e descrive lo squilibrio emotivo causato dagli attriti in una relazione, accennando all'incapacità di comprendere e amare se stessi, sabotando i rapporti con le persone circostanti, e il testo passa dal sollievo per la fine della relazione al senso di vulnerabilità, ansia e solitudine che ne consegue.
Un quinto singolo dal titolo IMYSM viene distribuito il 1º luglio 2022. Prodotto da Nash, Rio Leyva, Lil Spirit e Ovrcz, e co-scritto da Tuan con Geno Gitas e Niccolo Justin Short, è un brano pop con accordi di chitarra e basso synth che parla di sentire la mancanza della persona che si ama.

## Accoglienza
| Recensione | Giudizio |
| ---------- | -------- |
| NME        |          |

Jeff Benjamin di Billboard ha scritto: "A parte gli elementi musicali, la parte più impressionante di The Other Side sono le introspezioni crude che la star condivide. Attraverso i testi, esplora argomenti quali l'insicurezza, le amicizie tossiche, l'infedeltà e la pressione di essere perfetti. Anche la semplice produzione lo-fi dell'album mette in luce questi argomenti impegnativi".
Divyansha Dongre di Rolling Stone India ha ritenuto che la bellezza di The Other Side risiedesse nel fatto che non ci fosse bisogno di aver vissuto una vita straordinaria per immedesimarsi nelle canzoni, e che, sebbene l'album perdesse fascino sonoro a metà, "l'onestà e la fluidità lirica che Tuan apporta al disco compensano la monotonia uditiva".
Tanu I. Raj di NME ha trovato l'album "relativamente stabile sul piano concettuale", ma poco entusiasmante a livello sonoro, dichiarando che suonasse "a volte insulare e ripetitivo" e che si trascinasse per via di "tracce riempitive dal suono omogeneo". Ha giudicato il disco "crudo e da smussare in alcuni punti, e quasi un flusso istintivo di coscienza in altri", suggerendo una durata più breve e una maggiore varietà musicale. Ha concluso che il punto di forza dell'opera fosse l'apertura di Tuan, ma che in generale The Other Side offrisse "pochi momenti emozionanti, il che è un peccato perché Tuan mostra un'evidente crescita nel suo lirismo".

## Tracce
Accrediti adattati da NetEase.
1. Running Away – 2:12 (Mark Tuan, Geno Gitas, Niccolo Justin Short)
2. No Tears – 2:22 (Mark Tuan, Geno Gitas, Niccolo Justin Short)
3. IMYSM – 2:27 (Mark Tuan, Geno Gitas, Niccolo Justin Short)
4. Change Up – 3:18 (Mark Tuan, Wesley Feng, Jerry Lang, Adam Korbesmeyer)
5. My Name – 2:30 (Mark Tuan, Anthony Russo, Kyle Buckley, Rob Nelson)
6. At My Low – 2:29 (Mark Tuan, Geno Gitas)
7. After Hours (Interlude) – 2:00 (Mark Tuan, Ellise Gitas, Chelsea Collins, Geno Gitas)
8. Lonely – 3:33 (Mark Tuan, Geno Gitas, Matthew Michna)
9. 2 Faces – 2:52 (Mark Tuan, Wesley Feng, Jerry Lang, Adam Korbesmeyer)
10. Only Human – 2:58 (Mark Tuan, Geno Gitas)
11. My Life – 2:54 (Mark Tuan, Geno Gitas, Niccolo Justin Short)
12. Exhausted – 2:27 (Mark Tuan, Niccolo Justin Short, Geno Gitas)
13. Save Me – 3:12 (Mark Tuan, Geno Gitas)
14. Let U Go – 3:09 (Mark Tuan, Geno Gitas, Niccolo Justin Short)
15. Last Breath – 2:41 (Mark Tuan, Geno Gitas, Niccolo Justin Short)
16. Hard 2 Love – 2:05 (Mark Tuan, Geno Gitas)
17. Broken – 2:26 (Mark Tuan, Geno Gitas, Niccolo Justin Short)
18. Selfish – 2:54 (Mark Tuan, Geno Gitas)
19. More – 2:25 (Mark Tuan, Colin Magalong, David Wilson)
20. Far Away – 3:13 (Mark Tuan, Geno Gitas)

Durata totale: 54:07

## Personale
- Mark Tuan – voce, testi, musiche
- Geno Gitas – testi (tracce 1-3, 6-8, 10-18, 20), musiche (tracce 1-3, 6-8, 10-18, 20)
- Niccolo Justin Short – testi (tracce 1-3, 11-12, 14-15, 17), musiche (tracce 1-3, 11-12, 14-15, 17)
- Wesley Feng – testi (tracce 4, 9), musiche (tracce 4, 9)
- Jerry Lang – testi (tracce 4, 9), musiche (tracce 4, 9)
- Adam Korbesmeyer – testi (tracce 4, 9), musiche (tracce 4, 9)
- Anthony Russo – testi (traccia 5), musiche (traccia 5)
- Kyle Buckley – testi (traccia 5), musiche (traccia 5)
- Rob Nelson – testi (traccia 5), musiche (traccia 5)
- Ellise Gitas – testi (traccia 7), musiche (traccia 7)
- Chelsea Collins – testi (traccia 7), musiche (traccia 7)
- Matthew Michna – testi (traccia 8), musiche (traccia 8)
- Colin Magalong – testi (traccia 19), musiche (traccia 19)
- David Wilson – testi (traccia 19), musiche (traccia 19)
- Lil Spirit – ingegneria (tracce 1-4, 6-8, 10-14, 16-18, 20)
- Pinkslip – ingegneria (traccia 5)
- Inverness – ingegneria (traccia 5)
- Cut&Dry – ingegneria (traccia 9)
- Sam Valentine – ingegneria (tracce 10-11, 15, 18)
- Jordan XL – ingegneria (traccia 17)
- BL$$D – ingegneria (traccia 17)
- Dwilly – ingegneria (traccia 19)
- Yianni Ap – missaggio (tracce 1-14)
- Théo Quayle – mastering (tracce 1-14)
- Edgard Herrera – missaggio (traccia 15), mastering (traccia 15), ingegneria (traccia 18)

## Successo commerciale
The Other Side ha esordito ottavo in Corea del Sud sulla Circle Weekly Album Chart, con 28 232 copie vendute. È stato il 19º album più venduto nel Paese nel mese di settembre 2022 con 35 365 copie.
Broken, 2 Faces, No Tears e Save Me sono entrate sulla Billboard Hot Trending Songs Chart.

## Classifiche
| Classifica (2022) | Posizione massima |
| ----------------- | ----------------- |
| Corea del Sud     | 8                 |